# 고우현
고우현(高宇炫, 1950년 1월 11일 ~)은 대한민국 경상북도의회 의원이다.

## 학력
- 호서남초등학교
- 점촌중학교
- 문경공업고등학교 졸업
- 육군3사관학교 학사

## 경력
- 육군 방공포사령부 제2여단 통신과장(육군대위)
- 육군 대위예편
- 향토예비군 점촌 5중대장
- 향토예비군 점촌 2중대장
- 향토예비군 점촌 기동대장(행정군무사무관)
- ㈜대성탄좌 문경광업소 과장
- 대성탄좌(주)문경광업소 중대장
- 문경시 재향군인회 부회장
- 새마을운동 문경시 지회 사무국장
- 제17대 대통령 선거 경상북도당선거대책위원회 부위원장
- 2006년 7월 1일 ~ 2010년 6월 30일 : 제8대 경상북도의회 의원
  - 제8대 경상북도의회 전반기 예산결산특별위원회 위원
  - 제8대 경상북도의회 전반기 도청이전후보지평가결과진상조사특별위원회 위원
  - 제8대 경상북도의회 도청이전지원특별위원회 위원
  - 제8대 경상북도의회 건설소방위원회 위원
  - 제8대 경상북도의회 의회운영위원회 위원
- 2010년 7월 1일 ~ 2014년 6월 30일 : 제9대 경상북도의회 의원
  - 2010.07 ~ 2012.06 : 제9대 경상북도의회 건설소방위원회 위원장
  - 제9대 경상북도의회 행정보건복지위원회 위원
  - 제9대 경상북도의회 윤리특별위원회 위원
  - 제9대 경상북도의회 남부권 신공항특별위원장
- 2014년 7월 1일 ~ 2018년 6월 30일 : 제10대 경상북도의회 의원
  - 2014.07 ~ 2016.06 : 제10대 경상북도의회 예산결산특별위원회 위원
  - 2014.07 ~ 2016.06 : 제10대 경상북도의회 전반기 기획경제위원회 위원
  - 2016.07 ~ 2018.06 : 제10대 경상북도의회 후반기 부의장
  - 2016.07 ~ 2018.06 : 제10대 경상북도의회 후반기 교육위원회 위원
- 2018년 7월 1일 ~ 2022년 6월 30일 : 제11대 경상북도의회 의원
  - 2018.07 ~ 2020.06 : 제11대 경상북도의회 전반기 교육위원회 위원
  - 제11대 경상북도의회 예산결산특별위원회 위원
  - 제11대 경상북도의회 저출산고령화대책특별위원회 위원
  - 제11대 경상북도의회 국제친선의원연맹회장
  - 2020.07 ~ 2022.06: 제11대 경상북도의회 후반기 의장
- ~ 2018.06 : 제15대 전국시도의회의장협의회 후반기 정책위원
- 2020.09 ~ 2021.10: 제17대 전국시도의회의장협의회 전반기 정책위원
- 2021.10 ~ 2022.06: 제17대 대한민국시도의회의장협의회 수석부회장
- 2021.12 ~ 2022.01: 국민의힘 제20대 대통령선거 경북을 살리는 선거대책위원회 선거대책위원장단 공동선거대책위원장
- 2022.09 ~ : 국민의힘 경북도당 정책자문위원장

## 역대 선거 결과
|  | 55.67% |

|  | 46.43% |

|  | 55.20% |

|  | 62.33% |